# Nordoneaera
Nordoneaera is een monotypisch geslacht van tweekleppigen uit de  familie van de Cuspidariidae.

## Soorten
- Nordoneaera trosaetes Dall, 1925